# Алтіная Петрович-Негош
Принцеса Алтіная Петрович-Негош (сербохорв. Altinaï Петровић-Његош; 27 жовтня 1977, Ле-Ліла, Франція) — єдина дочка Ніколи, князя Чорногорії, голови дому Петрович-Негошів і його покійної дружини Франсіни Наварро.

## Освіта
Принцеса Алтіная отримала освіту у Національній вищій школі архітектури Парижа Ла Віллета (ENSAPLV), Франція, Le Fresnoy-Studio National des Arts Contemporains, Туркуен, Франція, 2006 і Сан-Антоніо-де-лос-Баньос Escuela Internacional de Cine y Televisión(EICTV), Куба.

## Діяльність
Водночас з навчанням брала участь у різних мистецьких проектах, писала статті для художньої організації, провела кілька виставок своїх власних фоторобіт.
У 2004 році публікує свою дослідницьку роботу «Voir dans le noir» (Щоб побачити в темряві), в якій розглядає поховальні обряди в Чорногорії . У 2005 році зняла короткометражний фільм «L'art de la fugue», який був представлений на кінофестивалі в Локарно. Пізніше зняла ще  декілька фільмів. 
В даний момент займається створенням нового фільму про Чорногорію.

## Шлюб
12 травня 2009 року, було оголошено, що принцеса Алтіная вийшла заміж за Антона Мартінова. В них народився син Нікола 30 вересня 2009 року.

## Титули
- Її Величність Принцеса Алтіная Петрович-Негош (27 жовтня 1977 — 24 березня 1986 року)
- Її Королівська Величність принцеса Алтіная Чорногорська (з 23 березня 1986 року)

## Нагороди
- Орден Петрович-Негош
- Орден Святого Петра Цетинського
- Дама Великого хреста ордена князя Данила Чорногорського
- Великий хрест ордена Святих Маврикія і Лазаря